# Kate Forsyth

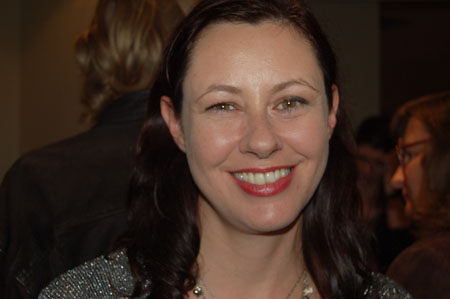
Kate Forsyth (2007)

Kate Forsyth (* 3. Juni 1966 in Sydney) ist eine australische Schriftstellerin und Dichterin.
Als Kate Forsyth schrieb sie verschiedene Fantasy-Bücher, ihre Gedichte veröffentlichte sie unter ihrem Geburtsnamen Kate Humphrey.

## Leben
Kate Forsyth wurde 1966 in Sydney (Australien) geboren und schrieb als Siebenjährige erste Geschichten. Nach einem Studium der Literaturwissenschaften an der Macquarie University arbeitete sie als Journalistin, Herausgeberin und Redakteurin in verschiedenen Zeitschriftenverlagen. Neben diesen Beschäftigungen veröffentlichte sie mehrere Romane und Gedichtesammlungen. Forsyth war Präsidentin der Australian Poets Union und 2008 wurde ihr, als bisher einzigem Autor, fünfmal in einem Jahr der Aurealis Award verliehen. Ihre Bücher werden weltweit in über zehn Ländern, unter anderem in Deutschland, verlegt. Forsyth ist verheiratet, hat drei Kinder und lebt in Sydney.

## Veröffentlichungen

### Romane

#### Der magische Schlüssel (The Witches of Eileanan)
- Band 1 Dragonclaw, Arrow / Random House Australia 1997, ISBN 0-09-183510-0
  - Der Hexenturm, Blanvalet 2002, Übersetzerin Karin König, ISBN 3-442-24162-6
  - Die Hexen von Eileanan, Blanvalet 2002, Übersetzerin Karin König, ISBN 3-442-24174-X
- Band 2 The Pool of Two Moons, Arrow / Random House Australia 1998, ISBN 0-09-183529-1
  - Der See der zwei Monde, Blanvalet 2002, Übersetzerin Karin König, ISBN 3-442-24163-4
  - Der Aufstand der Hexen, Blanvalet 2002, Übersetzerin Karin König, ISBN 3-442-24175-8
- Band 3 The Cursed Towers, Arrow / Random House Australia 1999, ISBN 0-09-183530-5
  - Der Palast der Drachen, Blanvalet 2003, Übersetzerin Karin König, ISBN 3-442-24164-2
  - Die verwunschenen Türme, Blanvalet 2003, Übersetzerin Karin König, ISBN 3-442-24176-6
- Band 4 The Forbidden Land, Arrow / Random House Australia 2000, ISBN 1-74051-021-6
  - Das verbotene Land, Blanvalet 2003, Übersetzerin Karin König, ISBN 3-442-24254-1
- Band 5 The Skull of the World, Arrow / Random House Australia 2001, ISBN 1-74051-042-9
  - Die Höhle der tausend Könige, Blanvalet 2004, Übersetzerin Karin König, ISBN 3-442-24273-8
- Band 6 The Fathomless Caves, Arrow / Random House Australia 2002, ISBN 0-09-184055-4
  - Die Ankunft des Kometen, Blanvalet 2004, Übersetzerin Karin König, ISBN 3-442-24283-5

#### Rhiannon's Ride
- Band 1 The Tower of Ravens, Random House Australia 2004, ISBN 1-74051-171-9
  - Der Turm der Raben, Blanvalet 2009, Übersetzerin Karin König, ISBN 3-442-24450-1
- Band 2 The Shining City, Random House Australia 2005, ISBN 1-74051-185-9
  - Die strahlende Stadt, Blanvalet 2009, Übersetzerin Karin König, ISBN 3-442-24451-X
- Band 3 The Heart of Stars, Random House Australia 2006, ISBN 1-74051-186-7
  - Das Herz der Sterne, Blanvalet 2010, Übersetzerin Karin König, ISBN 3-442-24452-8

### Jugendbücher

#### Das Vermächtnis der Königin (The Chain of Charms)
- Band 1 The Gypsy Crown, Macmillan / Pan Macmillan Australia 2006, ISBN 1-4050-3756-3
  - Amulett des Glücks, cbj 2008, Übersetzerin Dorothee Haentjes, ISBN 3-570-13368-0
- Band 2 The Silver Horse, Macmillan / Pan Macmillan Australia 2006, ISBN 1-4050-3779-2
  - Amulett der Macht, cbj 2008, Übersetzerin Dorothee Haentjes, ISBN 3-570-13369-9
- Band 3 The Herb of Grace, Macmillan / Pan Macmillan Australia 2007, ISBN 1-4050-3782-2
  - Amulett des Schicksals, cbj 2008, Übersetzerin Dorothee Haentjes, ISBN 3-570-13370-2
- Band 4 The Cat's Eye Shell, Macmillan / Pan Macmillan Australia 2007, ISBN 1-4050-3783-0
  - Amulett des Meeres, cbj 2008, Übersetzerin Dorothee Haentjes, ISBN 3-570-13371-0
- Band 5 The Lightning Bolt, Macmillan / Pan Macmillan Australia 2007, ISBN 1-4050-3784-9
- Band 6 The Butterfly in Amber, Macmillan / Pan Macmillan Australia 2007, ISBN 1-4050-3785-7

#### The Chronicles of Estelliana
- Band 1 The Starthorn Tree, Pan / Pan Macmillan Australia 2002, ISBN 0-330-36348-4
  - Der Sternenbaum, Blanvalet 2004, Übersetzer Andreas Heckmann, ISBN 3-442-24286-X
- Band 2 The Wildkin's Curse, Pan / Pan Macmillan Australia 2010, ISBN 978-0-330-42605-3
- Band 3 The Starkin Crown, Pan / Pan Macmillan Australia 2011, ISBN 978-0-330-40404-4

#### The Impossible Quest
- Band 1 Escape from Wolfhaven Castle, Scholastic Press 2014, ISBN 978-1-74362-406-7
- Band 2 Wolves of the Witchwood, Scholastic Press 2014, ISBN 978-1-74362-407-4
- Band 3 The Beast of Blackmoor Bog, Scholastic Press 2015, ISBN 978-1-74362-408-1
- Band 4 The Drowned Kingdom, Scholastic Press 2015, ISBN 978-1-74362-409-8

### Kinderbücher
- Dragon Gold, Pan / Pan Macmillan Australia 2005, ISBN 0-330-42193-X
- The Puzzle Ring, Pan / Pan Macmillan Australia 2009, ISBN 978-0-330-42493-6
- Bitter Greens, Vintage / Random House Australia 2012, ISBN 978-1-74166-845-2

### Gedichte
- Full Fathom Five – als Kate Humphrey (2003)